# Massacri di Kremnička e Nemecká

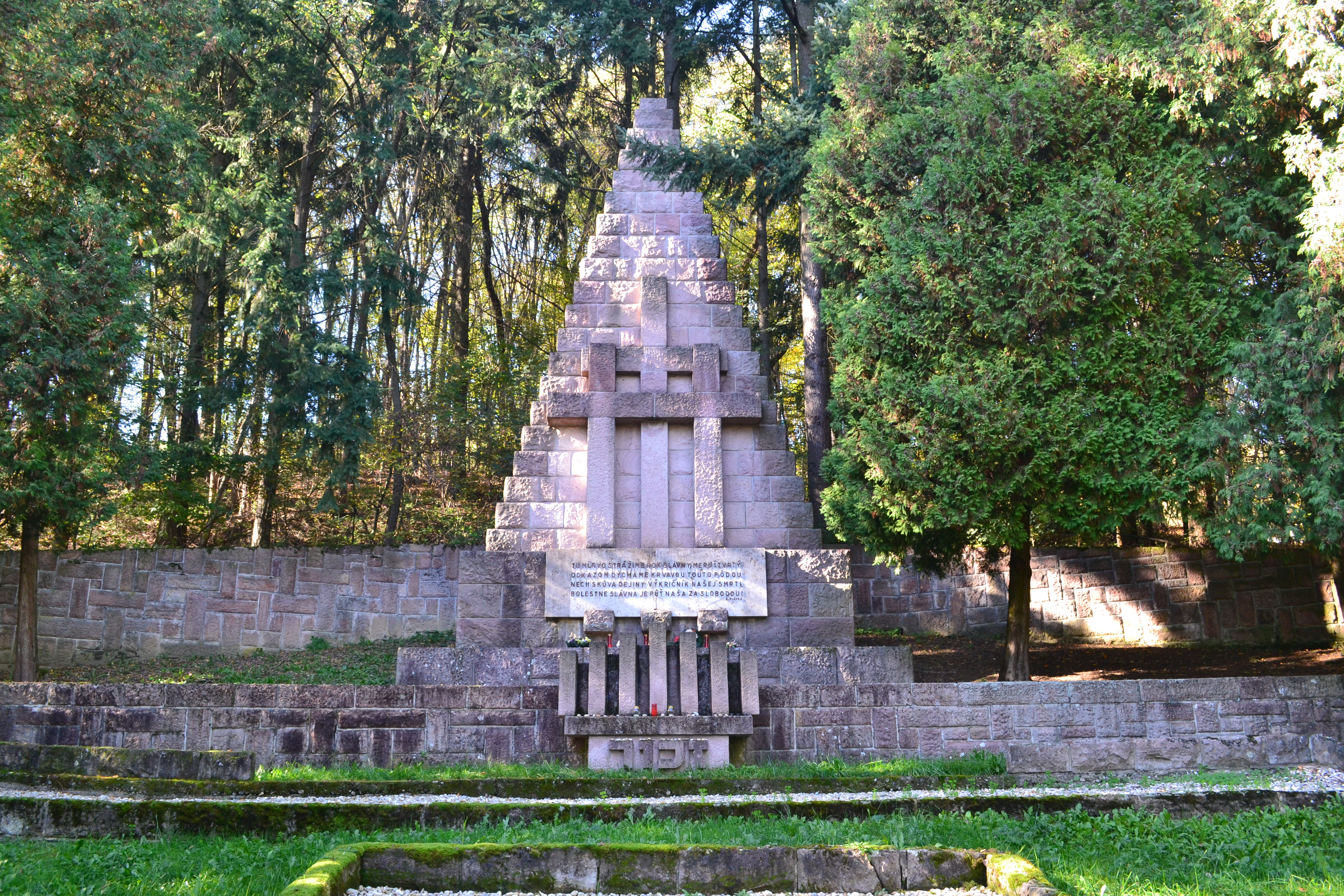
Il monumento in memoria dei massacri a Kremnička

I massacri di Kremnička e Nemecká furono una serie di massacri commessi tra il 5 novembre 1944 e il 19 febbraio 1945 a Kremnička, una frazione di Banská Bystrica, e Nemecká, in Slovacchia, dalle Divisioni di emergenza della Guardia di Hlinka e dall'Einsatzkommando 14 in seguito alla repressione dell'insurrezione nazionale slovacca. Durante la rivolta, molti ebrei fuggirono a Banská Bystrica, una roccaforte partigiana; quando la città cadde, gli ebrei, i veri o presunti partigiani slovacchi e i rom catturati durante i rastrellamenti furono temporaneamente trattenuti nel carcere della città. Le vittime furono quindi trasportate sui luoghi individuati per gli omicidi e quindi uccise: la maggior parte delle 747 persone uccise furono ebree. Non si conoscono le cifre esatte per i massacri perché i corpi furono bruciati, gli storici stimano un bilancio di circa 900 vittime di cui la maggior parte furono ebree o rom.

## Contesto storico
In risposta alla maggiore attività dei partigiani slovacchi, oppositori della Germania nazista e del governo slovacco allineato all'Asse, la Germania invase la Slovacchia, facendo precipitare la rivolta nazionale slovacca scoppiata il 29 agosto 1944. Temendo una ripresa delle deportazioni nei campi di sterminio, molti ebrei fuggirono a Banská Bystrica, il centro della rivolta, e nelle altre zone controllate dai partigiani nella Slovacchia centrale. I tedeschi e i collaborazionisti locali, organizzati nelle Divisioni di Emergenza della guardia di Hlinka, sconfissero i partigiani e le unità dell'esercito slovacco in sostegno alla rivolta. Quando Banská Bystrica, l'ultima roccaforte dell'opposizione, cadde il 27 ottobre, furono arrestati ebrei e rom, oltre i veri e sospetti partigiani, e poi trattenuti temporaneamente in una prigione sovraffollata con cibo e acqua minimi. Complessivamente, circa 4000 persone furono uccise in Slovacchia, per lo più dalle Einsatzgruppe H con l'aiuto dei collaborazionisti.

## Massacri a Kremnička
Le vittime furono caricate sui camion e portate a Kremnička, dove i partigiani avevano già scavato trincee anticarro. Fu detto loro di lasciare i camion per essere condotti fino alle trincee, dove fu ordinato loro di sdraiarsi. Secondo i testimoni, le vittime non opposero resistenza; sia i soldati tedeschi sia quelli slovacchi attraversarono le file di vittime schierate e le uccisero a una a una. Altri soldati rimasero di guardia lungo il perimetro per assicurarsi che nessuno scappasse. Dopo che alcuni furono uccisi, altri si gettarono tra i morti per tentare di sfuggire, ma invano. Le prove raccolte durante l'esumazione determinarono che alcuni furono soffocati a morte. Ci furono massacri il 5 novembre, il 20 novembre (282 vittime), il 12 e 19 dicembre, il 5 e 20 gennaio e il 19 febbraio.
Delle 747 vittime, 211 erano donne e 58 bambini, di cui metà ebrei. Due delle vittime, Haviva Reik e Rafi Reiss, furono paracadutisti ebrei del mandato della Palestina. Un'altra famosa vittima fu l'intellettuale ebrea slovacca Alžbeta Göllnerová-Gwerková. Secondo lo storico slovacco Anton Hruboň, circa il 5% di tutti i membri delle divisioni di emergenza della Guardia di Hlinka partecipò effettivamente ai massacri.
I collaboratori slovacchi presenti a Kremnička spesso mentirono sul loro reale coinvolgimento per evitare le accuse, ad esempio sostenendo di essere stati minacciati e costretti a partecipare al massacro da membri tedeschi dell'SD e di aver sparato solo alla testa delle vittime. Altri collaboratori slovacchi si vantarono dei loro omicidi, nonostante gli ordini severi di mantenere riservati i crimini. Pertanto, è impossibile riconoscere il ruolo esatto che hanno svolto i singoli soldati nel massacro, ma anche coloro che non spararono hanno comunque contribuito alle uccisioni sorvegliando il perimetro e svolgendo altri compiti ausiliari.

## Massacri a Nemecká
Il vicino villaggio di Nemecká fu scelto come luogo delle esecuzioni per le sue fornaci di calcare, che servirono per cremare i cadaveri. Le vittime furono prelevate dalla prigione di Banská Bystrica su camion e poi fucilate, prima di essere bruciate. Poiché i corpi furono bruciati, non è possibile determinare il numero esatto delle vittime, ma secondo la storica israeliana Gila Fatran, furono uccise circa 900 persone. I registri delle Einsatskommando 14 indicano che 205 vittime furono considerate "razzialmente indesiderabili", di queste, 26 persone furono sospettate di aver partecipato alla rivolta e alcune delle vittime furono militari americani, francesi, sovietici e rumeni. Gli omicidi di Nemecká ebbero luogo tra il 4 e l'11 gennaio 1945; sia le guardie di Hlinka sia l'Einsatzkommando 14 parteciparono alle uccisioni.

## Commemorazione
L'evento fu descritto come la Katyn' slovacca. Alcuni slovacchi si sono concentrati sul fatto che i collaboratori slovacchi uccisero i cittadini slovacchi non ebrei. Secondo Fatran, gli omicidi di Kremnička simboleggiarono la brutalità della repressione della rivolta. Kremnička e Nemecká furono i più grandi crimini di guerra commessi sul suolo slovacco durante la seconda guerra mondiale. Il memoriale della rivolta nazionale slovacca si trova a Nemecká.